# Opération Petrova gora I
Seconde Guerre mondiale
Batailles
- Invasion de l'Albanie
- Guerre italo-grecque
- Invasion de la Yougoslavie
- Opération Châtiment
- Bataille de Grèce
- Opération Abstention
- Bataille de Crète
- Campagne de la mer Noire

L'opération Petrova gora I est une opération anti-partisans en Croatie qui eut lieu du 18 mars au 18 avril 1942.

## But de l'opération
La destruction des unités partisanes situées dans les montagnes de Petrova gora dans la région de Kordun entre Vojnić et Topusko.
| \| Petrova gora Kordun Vojnić Topusko \| |
| Petrova gora Kordun Vojnić Topusko       |

## Forces en présence
Forces de l'Axe
 État indépendant de Croatie
- Brigade Utinjski[1],[2]
  - Régiment de gendarmerie et de Domobran combinés (3 bataillons)
  - Oustachis de la région de Lika (2 bataillons - 1 200 hommes)
  - 14e bataillon oustachis (1 bataillon)
  - Détachement motorisé de la Poglavnikova tjelesna bojna (PTB) (5 chenillettes)
  - Bataillon de recrues Domobran de Karlovac (1 bataillon - 550 hommes)

Résistance
 Partisans
- 1er détachement de Kordun (NOP)
- 2e détachement de Kordun (NOP)

## L'opération
Durant 1 mois, la brigade Utinjski a balayé toute la région, avec une sauvagerie et une brutalité extrême, brulant les villages Pravoslavni et arrêtant toutes les personnes non résidentes.